# 高麗町
高麗町（こうらいちょう）は、鹿児島県鹿児島市の町。旧薩摩国鹿児島郡鹿児島城下高麗町。郵便番号は890-0051。人口は3,404人、世帯数は1,925世帯（2020年4月1日現在）。高麗町の全域で住居表示を実施している。

## 地理
鹿児島市の中央部、甲突川の中流域に位置している。町域の北方には加治屋町、南方には荒田、東方には下荒田、新屋敷町、西方には上之園町がそれぞれ接している。
東端部には鹿児島県道20号鹿児島加世田線が南北に通っており、県道20号線上には鹿児島市電谷山線が通っている。町域内には二中通電停、武之橋電停が所在している。また、2015年4月30日までは鹿児島市交通局及び鹿児島市交通局の電車車庫が所在していた。
町域の北部には鹿児島女子短期大学、南日本放送が所在しており、南部には鹿児島市立甲南中学校が所在している。甲南中学校の校門付近には三方限出身名士顕彰碑があり、1935年（昭和10年）に三方限（現在の上之園町、上荒田町、高麗町）出身の江戸末期から明治初期にかけて活躍した48人を称え建立された。

### 河川
- 甲突川

### 地価
住宅地の地価は、2014年（平成26年）1月1日の公示地価によれば、高麗町14-25の地点で22万1000円/m2となっている。

### 町名の由来
高麗町という町名は、島津義弘が慶長の役で連れてきた高麗人達をこの地に住まわせた事に由来する。その後高麗人達は寛文3年と同9年に日置郡伊集院郷苗代川村（現在の日置市東市来町美山）へ移された。

## 歴史

### 高麗町の成立と被虜人の移住
文政6年（1823年）の「立野並苗代川焼物高麗人渡来在附由来記」によれば、慶長の役により慶長3年（1598年）に島津義弘が連れてきた鹿児島前之浜に上陸した高麗の被虜人が多数居住したことにより「高麗町」として町立てされたとされる。しかし、高麗町に居住した被虜人らは日本人との言語不通や風俗習慣の違いもあり迫害圧迫を受け、仕事がなく生活に困窮していた。これを見かねた島津光久は肥前系統の陶磁器の製作法を彼らに伝授させた。
江戸時代の寛文3年（1663年）及び寛文9年（1669年）にはそれまで高麗町に居住していた高麗人を日置郡伊集院郷苗代川村（現在の日置市東市来町美山）に移したという。苗代川村への移住者に対しては薩摩藩により土地や屋敷・井戸・山林などの生活基盤が支給された。

### 江戸時代の高麗町
従来居住していた高麗人が苗代川村に移された後は、甲突川沿いに150坪あまりの武家屋敷が作られた。天保年間には鹿児島城下の武家屋敷は甲突川のさらに南に広がり高麗町あたりに居住しているものも多数いたという。また高麗町郷中が置かれており、郷中教育が行われていた。
明治時代初期には鹿児島府下のうちであった。明治初期の高麗町は平民に比べ士族が多く居住しており、武家町であった。1881年（明治14年）には戸長役場が高麗町に設置されていた。

### 市制施行以後
1888年（明治21年）に公布された市制（明治21年法律第1号）に基づき、1889年（明治22年）2月2日に官報に掲載された「 市制施行地」（内務省告示第1号）によって鹿児島が市制施行地に指定された。3月5日には鹿児島県令第26号によって鹿児島郡のうち50町村が市制による鹿児島市の区域と定められ、4月1日に市制が施行されたのに伴い、鹿児島郡50町村（山下町、平之馬場町、新照院通町、長田町、冷水通町、上竜尾町、下竜尾町、池之上町、鼓川町、稲荷馬場町、清水馬場町、春日小路町、車町、恵美須町、小川町、和泉屋町、浜町、向江町、栄町、柳町、易居町、中町、金生町、東千石馬場町、西千石馬場町、汐見町、泉町、築町、生産町、六日町、新町、松原通町、船津町、呉服町、大黒町、堀江町、住吉町、新屋敷通町、加治屋町、山之口馬場町、樋之口通町、薬師馬場町、鷹師馬場町、西田町、上之園通町、高麗町、下荒田町、荒田村、西田村、塩屋村）の区域より鹿児島市が成立した。それまでの高麗町は鹿児島市の町「高麗町」となった。
1911年（明治44年）9月30日に鹿児島郡西武田村大字武（現在の武）のうち飛地となっていた八幡田圃の区域（現在の鹿児島市立甲南中学校付近）が鹿児島市高麗町に編入された。
1962年（昭和37年）に住居表示に関する法律が施行されたのに伴い、鹿児島市は鹿児島市街地域の住居表示に着手した。西鹿児島駅前一帯（中洲工区）において町界町名の変更が実施されることとなり、1970年（昭和45年）に高麗町の一部が上之園町に編入された。翌年の1971年（昭和46年）7月1日には、高麗・荒田地区において住居表示が実施されることとなった。これに伴い町域の再編が実施されることとなり、下荒田町（現在の下荒田）の一部を高麗町に編入し、高麗町の全域で住居表示が実施された。

### 町域の変遷
| 実施後                 | 実施年             | 実施前                               |
| ---------------------- | ------------------ | ------------------------------------ |
| 鹿児島市高麗町（編入） | 1911年（明治44年） | 鹿児島郡西武田村大字武（飛地の一部） |
| 上之園町（編入）       | 1970年（昭和45年） | 高麗町（一部）                       |
| 高麗町（編入）         | 1971年（昭和46年） | 下荒田町（一部）                     |

## 人口
以下の表は国勢調査による小地域集計が開始された1995年以降の人口の推移である。
| 年                 | 人口  |
| ------------------ | ----- |
| 1995年（平成7年）  | 2,510 |
| 2000年（平成12年） | 2,637 |
| 2005年（平成17年） | 3,329 |
| 2010年（平成22年） | 3,117 |
| 2015年（平成27年） | 3,494 |

## 施設

### 教育
- 鹿児島女子短期大学[31]
- 今村学園ライセンスアカデミー高麗校
- 鹿児島鍼灸専門学校[32]
- 鹿児島高等予備校[32]
- 鹿児島市立甲南中学校[33]
- きずな保育園

### 寺院
- 興正寺

### 複合商業施設
- キラメキテラス

### ホテル
- シェラトン鹿児島（キラメキテラス内）

### 企業
- 学校法人志學館学園本部

### マスメディア
- 南日本放送

## 教育

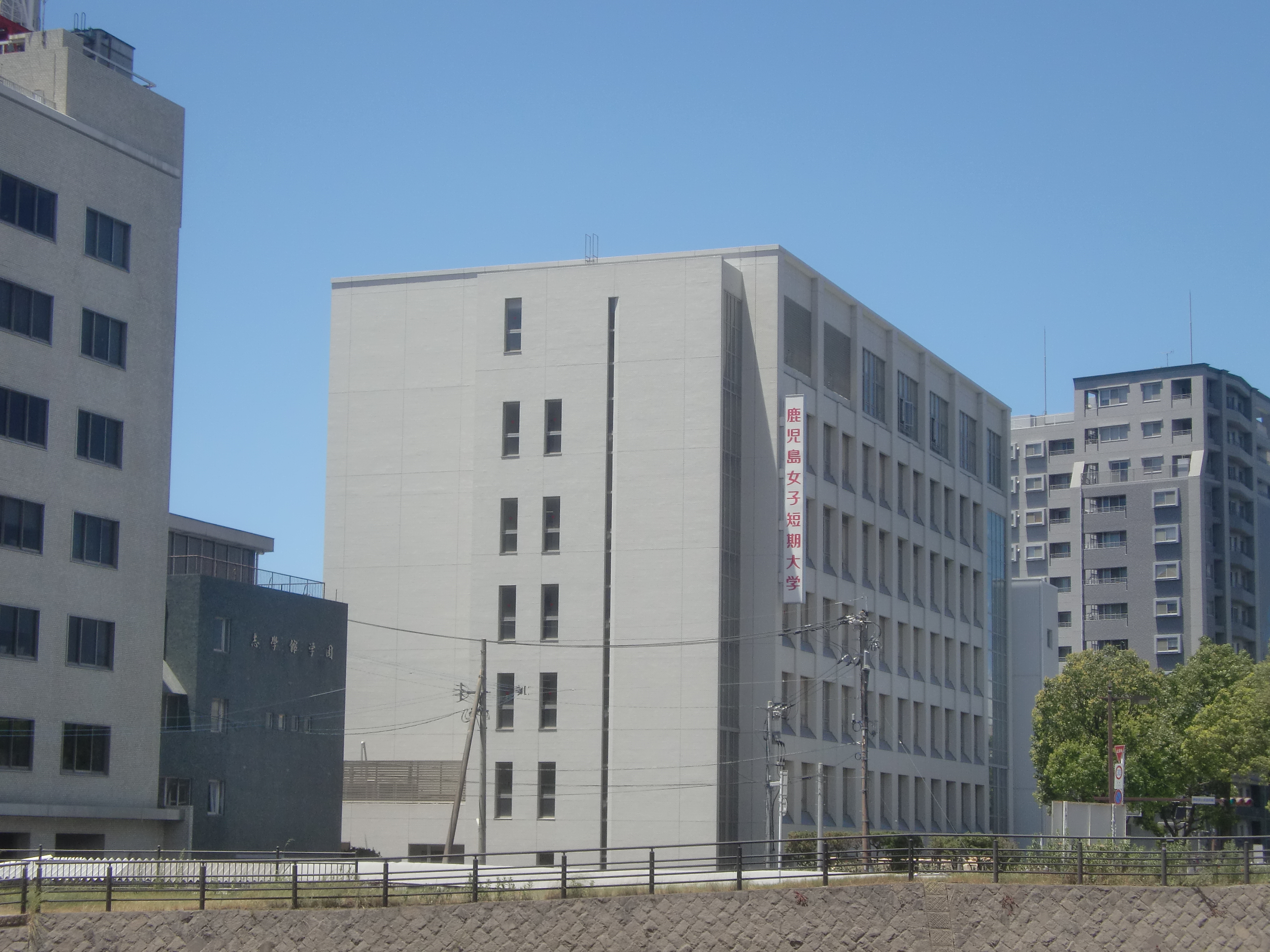
鹿児島女子短期大学

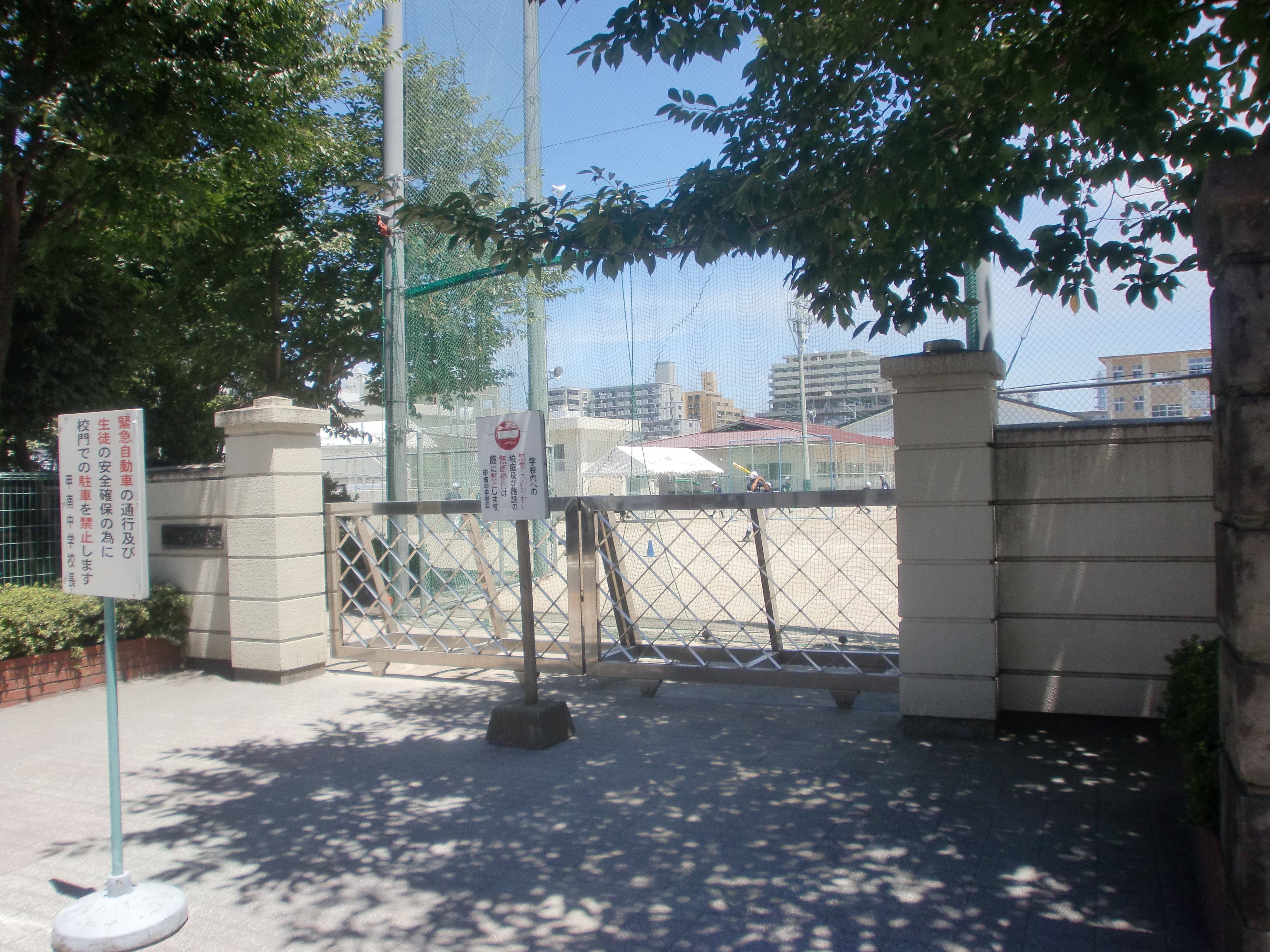
鹿児島市立甲南中学校

高麗町には鹿児島女子短期大学、鹿児島市立甲南中学校が設置されており、かつては鹿児島学芸高等学校が置かれていた。また、志學館大学や鹿児島女子短期大学、志學館中等部・高等部などを設置する学校法人志學館学園の本部が置かれている。

### 短期大学
2006年（平成18年）に高麗町に本部を置く学校法人志學館学園の鹿児島女子短期大学が紫原一丁目（現在の志學館大学敷地）から鹿児島学芸高等学校跡地に移転した。

### 高等学校
かつては「鹿児島学芸高等学校」が高麗町に置かれていた。1965年（昭和40年）に満田ユイによって平之町に創設された「鹿児島女子技芸学校」は、1921年（大正10年）に高麗町に移転し、1926年（大正15年）に「鹿児島高等実践女学校」に改称、1948年（昭和23年）には新制の高等学校となり「鹿児島実践女子高等学校」となった。1983年（昭和58年）には「鹿児島女子大学附属高等学校」、1999年（平成11年）には「鹿児島学芸高等学校」に名称を変更した。しかし定員割れが続いたことから2004年（平成16年）に募集を停止し2006年（平成18年）に閉校となった。

### 中学校
「鹿児島市立甲南中学校」は、1948年（昭和23年）4月1日に鹿児島市立第七中学校として設置され、1949年（昭和24年）4月1日に鹿児島市立甲南中学校に改称した。

### 小・中学校の学区
市立小・中学校に通う場合、学区（校区）は以下の通りとなる。
| 町丁   | 番・番地 | 小学校               | 中学校               |
| ------ | -------- | -------------------- | -------------------- |
| 高麗町 | 全域     | 鹿児島市立荒田小学校 | 鹿児島市立甲南中学校 |

## 高麗町出身の著名な人物
- 大久保利通（大蔵卿・内務卿）
- 野津道貫（陸軍大将）

- 大久保利世（薩摩藩士、大久保利通の父）
- 益満休之助（薩摩藩士）
- 弟子丸龍助（薩摩藩士）
- 関勇助（薩摩藩士）
- 大山綱良（薩摩藩士）
- 有村次左衛門（薩摩藩士）
- 吉井友実（薩摩藩士）
- 井上良馨（薩摩藩士）
- 奈良原喜左衛門（薩摩藩士）
- 奈良原繁（薩摩藩士）
- 山澤静吾（薩摩藩士）
- 種子田政明（薩摩藩士）
- 淵辺高照（薩摩藩士）
- 河野主一郎（薩摩藩士）

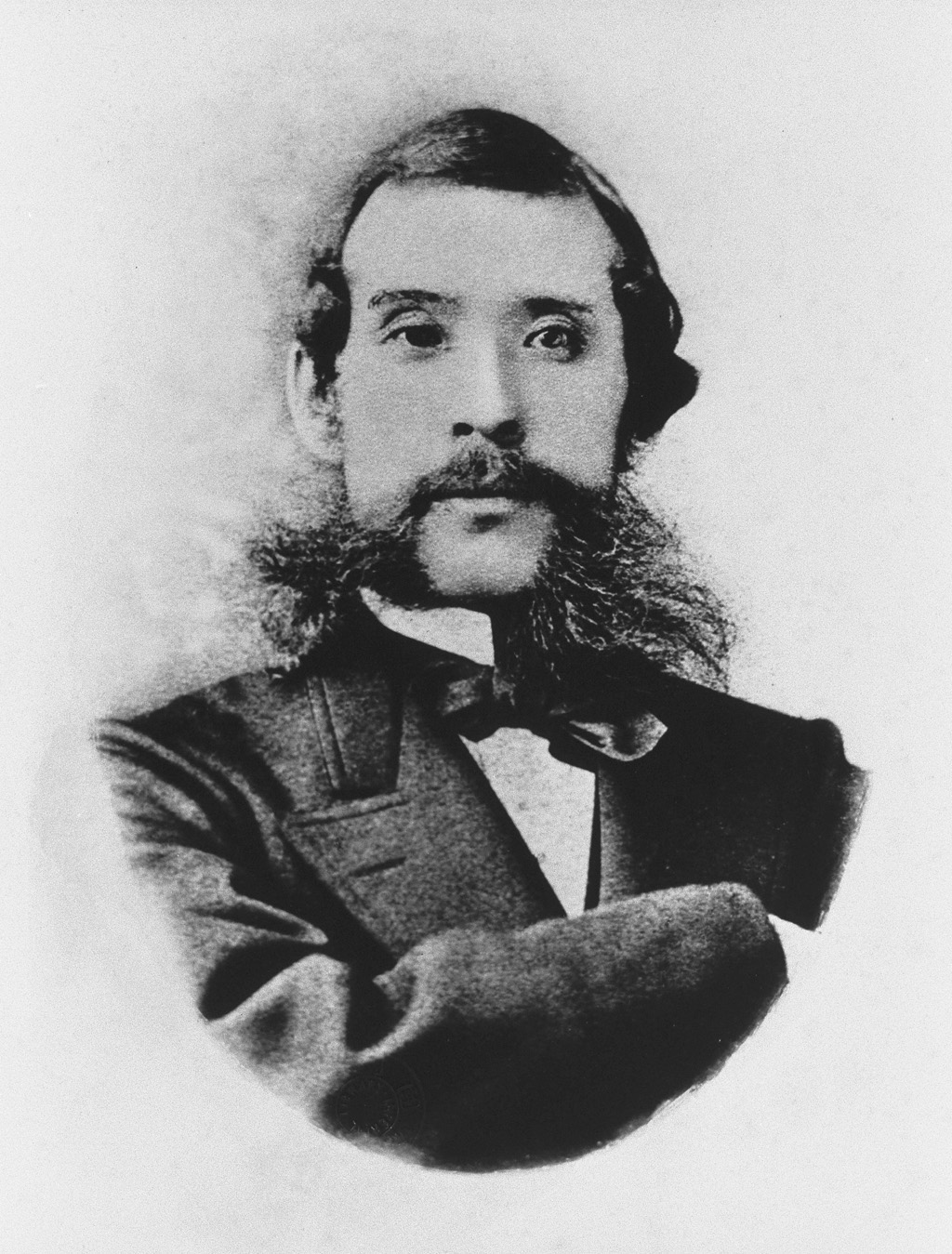
大久保利通（大蔵卿・内務卿）
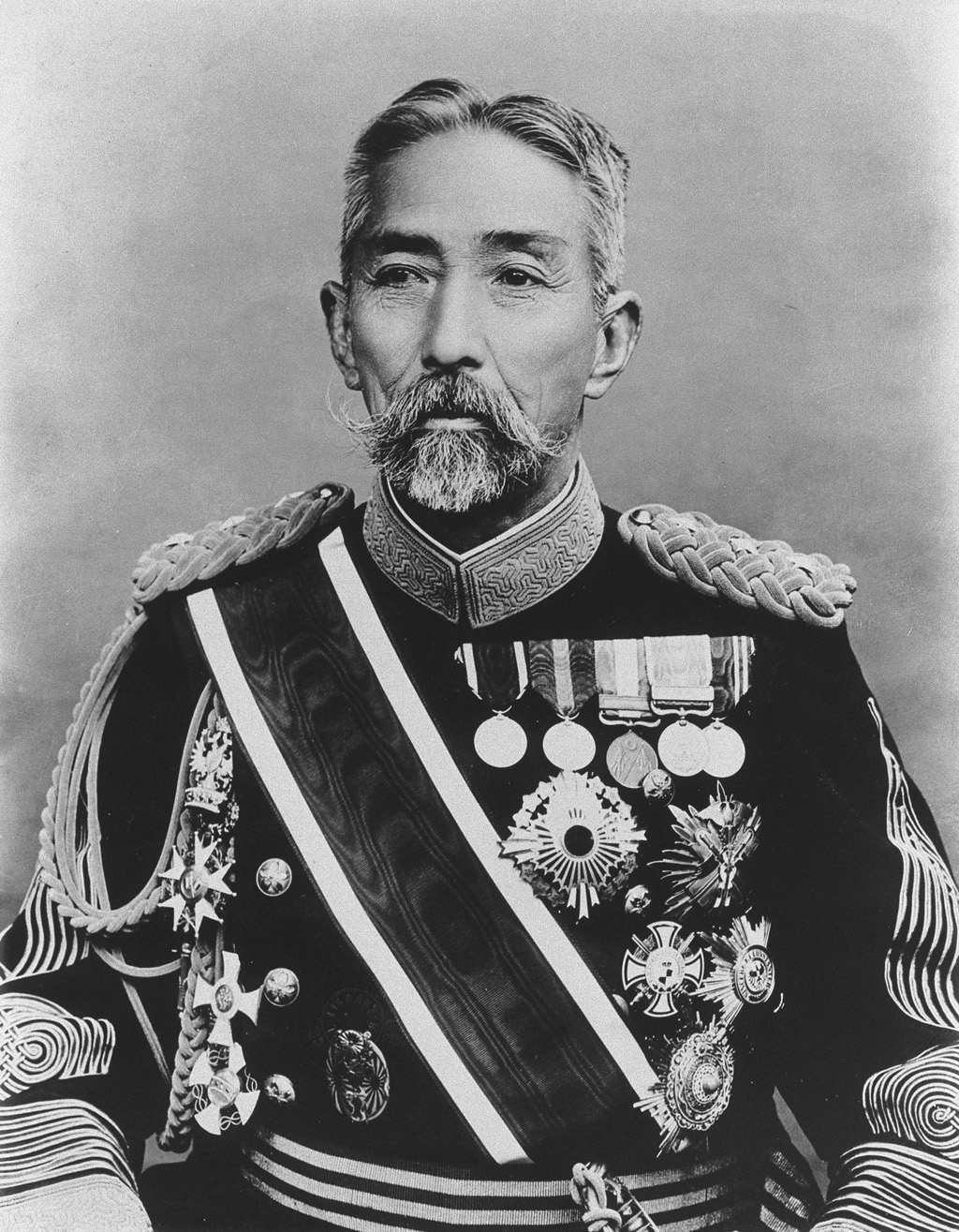
野津道貫（陸軍大将）

- 長澤鼎（薩摩藩士、カルフォルニアのワイン王）
- 伊集院彦吉（薩摩藩士）
- 野津鎮雄（薩摩藩士）
- 海江田信義（薩摩藩士）
- 高島鞆之助（薩摩藩士）
- 淵辺群平（陸軍中佐）
- 種田政明（武士、陸軍少将）
- 奈良原三次（日本海軍軍属技士、日本の航空のパイオニア）
- 山本祐二（海軍少将）
- 河野主一郎（青森県知事、霧島神宮宮司）[40]
- 小森雄介（衆議院議員）

## 交通

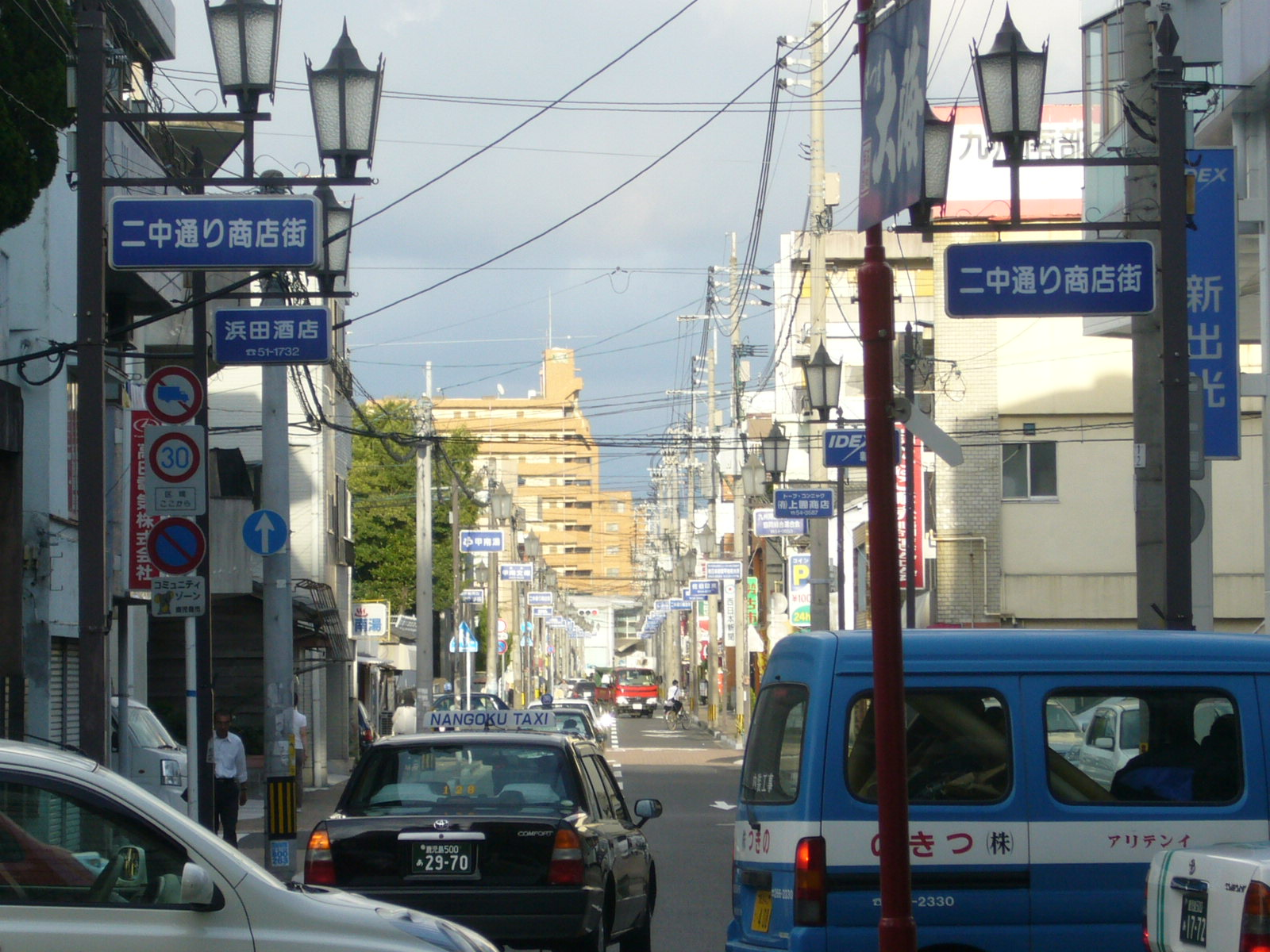
二中通り

### 道路
主要地方道
- 鹿児島県道20号鹿児島加世田線

市道
- ナポリ通り
- 二中通り

### 鉄道
鹿児島市交通局
- 武之橋電停 - 二中通電停

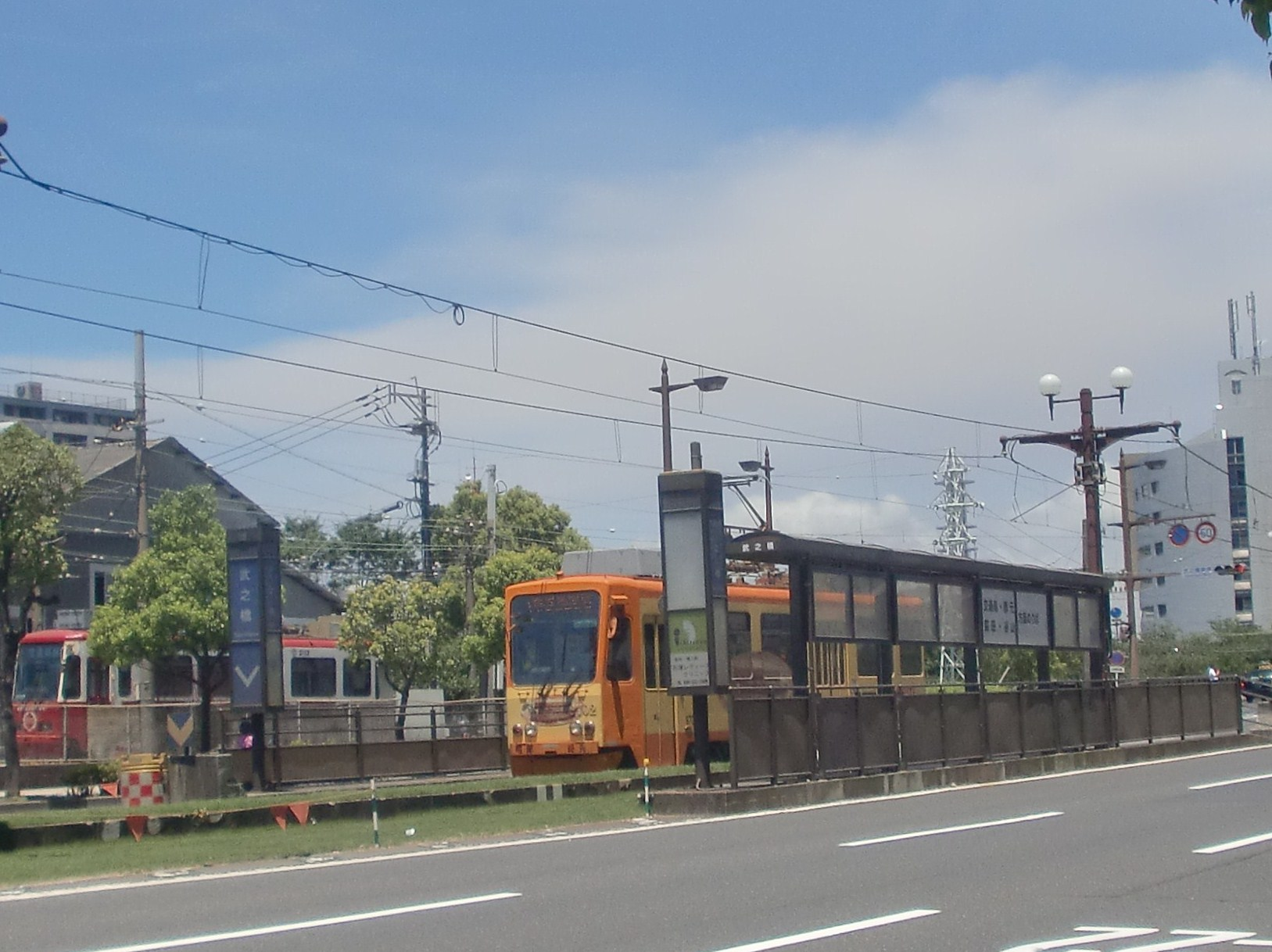
武之橋電停
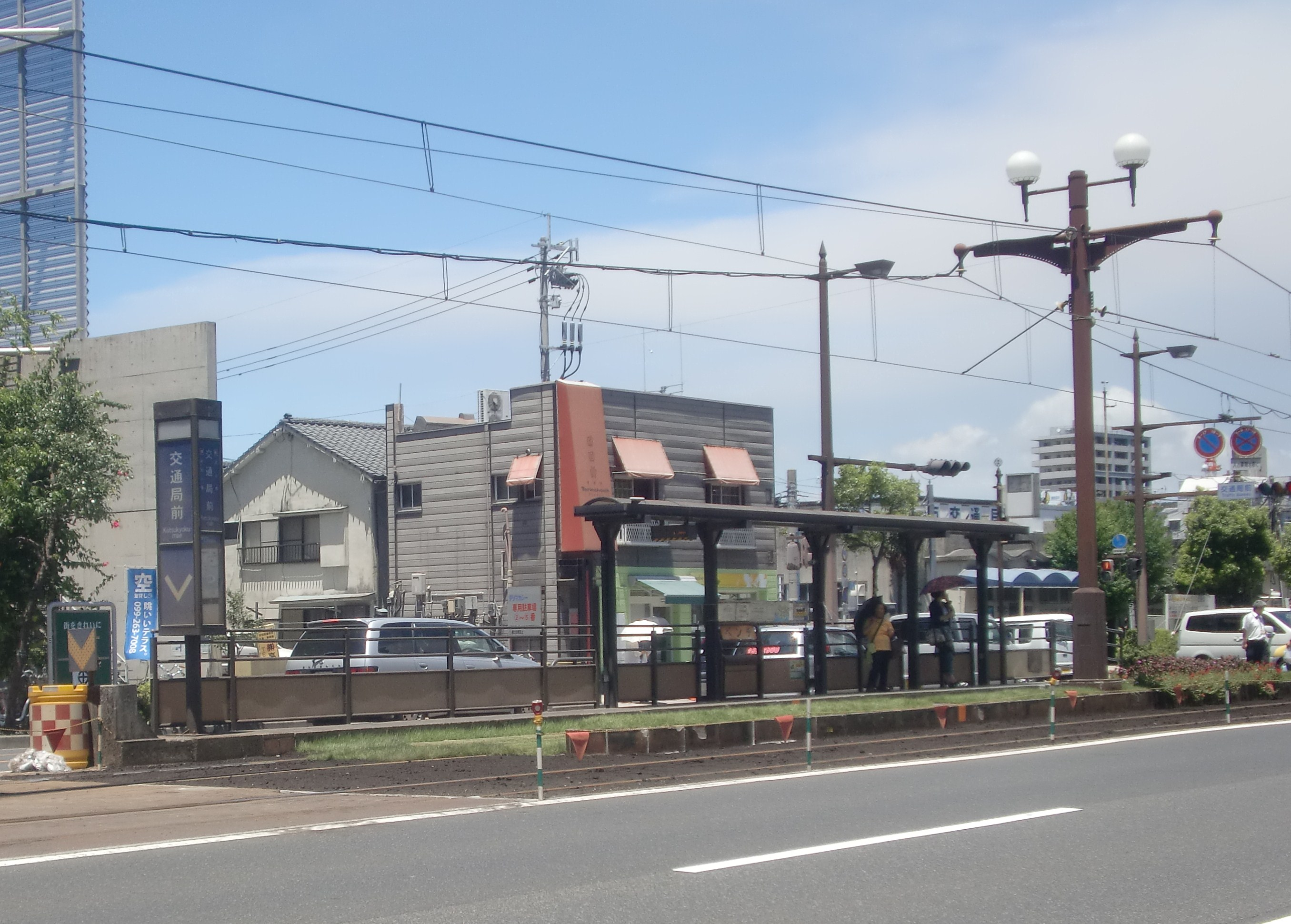
二中通電停(旧交通局前電停)